# CKE Restaurants
CKE Restaurants Holdings, Inc., est la société mère des marques de service de restauration rapide Carl's Jr., Hardee's, Green Burrito et Red Burrito. En mars 2016, CKE regroupe un total de 3 664 restaurants franchisés ou exploités par la compagnie aux U.S.A. (présent dans 44 états) et dans 38 autres pays.